# Railway Gazette International
Railway Gazette International is een internationaal tijdschrift over spoorwegen. Een vast onderdeel van de inhoud is het spoor- en tramwegnieuws. Daarnaast is er ook altijd een aantal langere artikelen over specifieke onderwerpen. Het blad wordt uitgegeven door de Britse uitgever DVV Media.